# Our Song

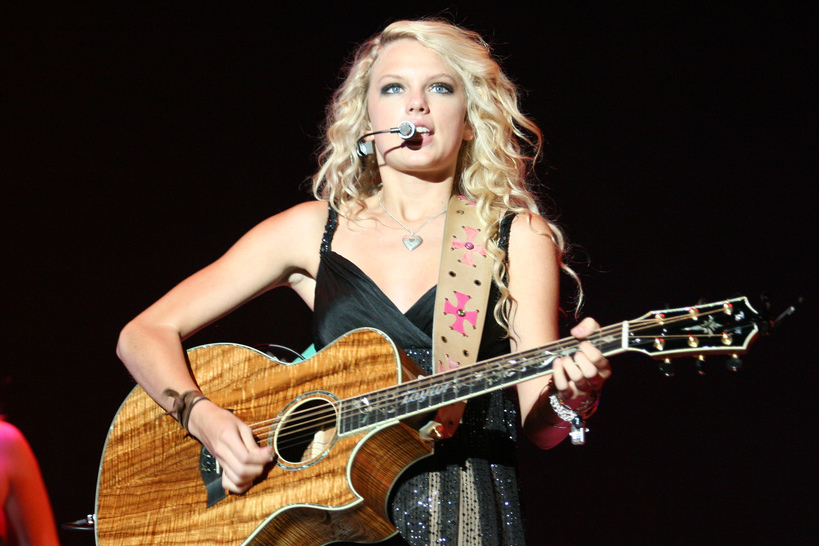
Тейлор Свифт исполняет «Our Song» на разогреве группы Rascal Flatts во время их турне Me and My Gang Tour.

«Our Song»  (с англ. — «Наша песня») — песня американской певицы Тейлор Свифт с её дебютного студийного альбома Taylor Swift (2006). Свифт написала «Our Song» для школьного шоу талантов в девятом классе; текст песни рассказывает о молодой паре, которая использует обычные события в своей жизни для создания собственной песни. Она включила песню в трек-лист, потому что та была популярна среди её одноклассников. Она была выпущена в качестве третьего сингла альбома 10 сентября 2007 года на лейбле Big Machine Records. Песня «Our Song», спродюсированная Нейтаном Чапманом, представляет собой кантри-трек с банджо и добавлением скрипки и ударных.
Музыкальные критики высоко оценили «Our Song» за создание Свифт разговорного текста и запоминающийся хук. Она вошла в список лучших кантри-песен, написанных женщинами-артистками с 2000 года, составленный журналом Rolling Stone. Занимая первое место в рейтинге Hot Country Songs в течение шести недель, сингл сделал Свифт самой молодой (на тот момент семнадцатилетней) исполнительницей, которая в одиночку написала и спела песню номер один в рейтинге Hot Country Songs. Песня «Our Song» заняла шестнадцатое место в Billboard Hot 100 и была четырежды сертифицирована как платиновая Американской ассоциацией звукозаписывающих компаний (RIAA). Песня также достигла тридцатого места в канадском рейтинге Hot 100 и получила платиновый сертификат Music Canada.
Трей Фанджой снял клип на эту песню, премьера которого состоялась 24 сентября 2007 года на канале CMT, а на музыкальной премии CMT Music Awards 2008 года он получил звание «Видео года». Свифт исполняла песню на телевизионных программах и на многих фестивалях, а также включила её в сет-листы туров Fearless Tour (2009—2010) и Speak Now World Tour (2011—2012). Песня входила в концерты Свифт в отдельные даты Red Tour (2013—2014), Reputation Stadium Tour (2018) и Eras Tour (2023).

## История
Свифт написала «Our Song» для шоу талантов её первого года обучения в старших классах, не собираясь включать его в свой дебютный альбом. Она подумала, что для того, чтобы соответствовать шоу талантов, песня, которую она напишет, должна быть жизнерадостной и подходящей для её одноклассников. «Я написала об этом парне, с которым встречалась, и о том, как у нас не было песни. Поэтому я пошла дальше и написала нам одну», — сказала она. Процесс написания, как и её лид-сингла «Tim McGraw», занял примерно 20 минут. Через несколько месяцев после её исполнения на шоу талантов некоторые из её сверстников подошли к ней, чтобы сообщить ей, что им понравилась песня, которую она сыграла на этом шоу, спев несколько строк. «Они слышали это только один раз, поэтому я подумала: Здесь должно быть что-то!», вспоминает Свифт. При выборе треков для записи для альбома Taylor Swift, Свифт неоднократно настаивала на том, чтобы продюсеры альбома записали её, включив в диск. Она заявила, что «знала, что в этом что-то есть». Она пришла к выводу: «Я думаю, что в том, как трек звучит, как будто он подпрыгивает, есть какая-то магия». Свифт сказала, что она хотела бы, чтобы песня была помещена в качестве заключительного трека на альбом  Taylor Swift  из-за того, что в ней повторяется фраза «Play it again» («Воспроизведи снова»), которая, как она думала, подсознательно попросит аудиторию воспроизвести альбом.
Продюсеры лейбла Big Machine Records избрали «Our Song» в качестве третьего сингла с альбома Taylor Swift, чему Свифт была удивлена, но всё же обрадована.

## Композиция и текст
«Our Song» это кантри-песня продолжительностью в три минуты и 24 секунды, которая имеет темп 89 ударов в минуту. Тем не менее, Шон Дули из About.com описал «Our Song» как «живое» мидтемпо
.
Песня написана в тональности ре мажор, а вокал Свифт охватывает одну октаву, от G3 до B4. Джоди Розен из журнала Slant Magazine считает вокальное исполнение Свифт в стиле альтернативного кантри. Последовательность аккордов D-Em7-G-A. Инструментарий песни опирается главным образом на банджо и соло-скрипку.
Песня «Our Song» повествует о жизни молодой пары в мельчайших деталях.
В первом куплете рассказчица и ее парень едут в машине: «Он одной рукой держит руль, другой — мое сердце». Слушая радио, рассказчица говорит своему парню, что у них нет песни, которую они могли бы назвать своей. В припеве парень отвечает, что их песня состоит из звуков, взятых из их повседневной жизни, которые он ассоциирует с их отношениями. Парень говорит: «Our song is the slammin' screen door / Sneakin' out late, tappin' on your window»; критики считают образ «slammin' screen door» хуком песни и самой запоминающейся лирической деталью. Рассказчик отвечает: «Наша песня — это то, как он смеется / Первое свидание, я не поцеловала его, когда должна была». В последних строках припева она спрашивает Бога, «может ли он сыграть ее снова», когда она вернется домой. Песня заканчивается словами: «Я взяла ручку / И старую салфетку / И я записала нашу песню», самоназванием профессии Свифт как автора песен.
Построенная на банджо-риффе, «Our Song» — это композиция в стиле кантри с соло на скрипке в брейке. Музыковед Джеймс Э. Пероун отметил, что песня передает разговорный текст песни, используя повторяющиеся высокие тона в нижнем регистре вокала Свифт в куплетах, где она поёт на одной высоте в течение продолжительного периода времени. По мнению BBC, куплеты (стихи) служат примером «мелодии на одной ноте» Свифт, которая эффективно передает повествование и становится основной во многих её последующих песнях. В припеве подчеркивается более широкий диапазон мелодии и более высокий вокал, который Пероун описал как бодрый и мелодичный. В песне Свифт поёт с твангом и использует южный акцент, к которому её привел переезд из Пенсильвании в Теннесси в подростковом возрасте. Свифт произносит местоимение «I» («я») ближе к монофтонг «ah» и поёт слова «car» («машина») и «heart» («сердце») с акцентом. В строчке «Your mama don’t know» она обыгрывает отсутствие согласования глаголов в южноамериканском английском.
Критики спорили, является ли «Our Song» музыкой кантри. Дж. Фридом дю Лак из The Washington Post и Ник Джонс из Vulture заметили влияние хип-хопа и ритмичной музыки во фразировке и сжатых ударных в финальном припеве. Критик Маура Джонстон из Pitchfork отметила, что помимо скрипок и тванга кантри-музыки, на мелодию повлиял «миллениальный подростковый поп». Грейди Смит из Rolling Stone назвал песню одной из «самых что ни на есть кантри песен Свифт», отметив инструменты и южный акцент. В статье для JSTOR лингвист Чи Луу утверждает, что Свифт использовала южный акцент как средство обозначения своей аутентичности в кантри-музыке; поскольку Свифт происходила из высшего среднего класса, что отличало её от других женщин-кантри-музыкантов, поющих о преодолении трудностей и бедности, южный акцент был важным средством для её раннего имиджа как исполнительницы кантри-музыки. Музыковед Нейт Слоан отметил, что разговорные тексты, основанные на обыденном повседневном жизненном опыте, являются воплощением тренда Свифт в написании песен в стиле кантри.

## Коммерческий успех
13 октября 2007 года «Our Song» дебютировал на позиции № 86 в американском хит-параде Billboard Hot 100. Через неделю сингл поднялся на позицию № 67, а спустя ещё неделю добрался до 16-го места в Hot 100 (произошло это в неделю начавшуюся 19 января 2008 года) и стал вторым для певицы хитом в лучшей двадцатке в США. Он вскоре получил статус платинового в США. «Our Song» пробыл 36 недель в горячей сотне Billboard Hot 100 и в августе 2014 года был сертифицирован в 4-кр. платиновом статусе Recording Industry Association of America (RIAA).
Песня дебютировала в кантри-чарте США на позиции № 55 и 15 декабря 2007 ода достигла № 6. А спустя неделю совершила прыжок сразу на позицию № 1 в чарте Billboard Hot Country Songs, повторив достижение последний раз имевшееся у песни «Just to See You Smile» певца Tim McGraw в январе 1998 года. Песня стала первой для Тейлор Свифт на позиции № 1 в кантри-чарте Hot Country Songs (шесть недель во главе чарта) и сделало Тейлор в возрасте 18 лет самой молодой певицей и автором во главе этого списка хитов. Песня «Our Song» оставалась на вершине чарта 6 недель подряд, что последний раз удавалось в январе 2006 года песне «Jesus, Take the Wheel» певицы Carrie Underwood. «Our Song» пробыла в Hot Country Songs 24 недели. Песня также достигла позиции № 18 в чарте Mainstream Top 40 пробыв в нём 15 недель.
К ноябрю 2014 года тираж «Our Song» достиг 3,2 млн копий в США, а к ноябрю 2017 — 3,4 млн копий в США.

## Отзывы
Сингл «Our Song» был положительно оценён музыкальными критиками.
Шон Дули из About.com назвал «Our Song» пятой лучшей песней Свифт по состоянию на начало января 2019 года. Он определил «сверхъестественную способность Свифт, особенно в таком молодом возрасте, сочинять убедительные тексты».
Роб Шеффилд из журнала Blender описал трек как драгоценный камень. Рик Белл из Country Standard Time отметил тексты Свифт, в том числе «Our Song», в которой «она поет с волнующей убежденностью». Кейт Кифер из журналаPaste назвал песню «первым большим хитом» Свифт и отметил, что этот трек стал песнью для многих пар
Положительно оценили «Our Song» Джонатан Киф из Slant Magazine, Фиона Чуа из MTV Asia. В 2008 году «Our Song» была внесена в список треков корпорации Broadcast Music Incorporated (BMI) как «BMI Award Winning Song!» («Победная песня BMI»).
Роб Шеффилд из Rolling Stone написал о песне: «Хит, который сделал меня фанатом Свифт, как только я услышал его в 2007 году […] Какой гениальный хук».
В рейтинге дискографии Свифт, Ройсин О’Коннор из The Independent' выбрала «Our Song» среди пяти её лучших песен: «[Она] создала песню о песне, основанную на звуках из реальной жизни, — в ней все виды совершенства».

## Музыкальное видео
Режиссёром видеоклипа выступил Трей Фанджой.
Премьера клипа состоялась 14 сентября 2007 года на канале CMT. Видеоклип получил номинацию «Number One Streamed Music Video» на церемонии 2008 CMT Online Awards, но уступил песне «All-American Girl» певицы Кэрри Андервуд. На церемонии CMT Music Awards (2008) видеоклип выиграл две премии в категориях «Video of the Year» и «Female Video of the Year».

## Награды и номинации
| Год  | Организация      | Награда                  | Результат | Ссылка |
| ---- | ---------------- | ------------------------ | --------- | ------ |
| 2008 | BMI Awards       | Award-Winning Songs      | Победа    | [ 42 ] |
| 2008 | CMT Music Awards | Female Video of the Year | Победа    | [ 43 ] |
| 2008 | CMT Music Awards | Video of the Year        | Победа    | [ 43 ] |

## Концертные исполнения
Свифт включила «Our Song» в сет-лист своего первого концертного тура, Fearless Tour (2009—2010); она исполнила песню на сверкающей серебряной гитаре, в сверкающем серебряном платье и сапогах. Композиция вошла в сет-лист североамериканских шоу следующего тура Свифт, Speak Now World Tour (2011—2012); во время выступления она играла песню на банджо перед верандой, одетая в белое. Она исполняла акустическую версию песни на некоторых концертах своих последующих туров, включая Red Tour (Питтсбург, июль 2013 года), Reputation Stadium Tour (Чикаго, июнь 2018 года) и Eras Tour (Лас-Вегас, март 2023 года). Свифт исполнила песню а капелла после технического сбоя во время концерта в Филадельфии в рамках Reputation Stadium Tour 14 июля 2018 года.

## Чарты и сертификации
| Чарт (2007—08)                           | Высшая позиция |
| ---------------------------------------- | -------------- |
| Канада (Billboard Canadian Hot 100)      | 30             |
| Канада (Billboard CHR/Top 40)            | 48             |
| Канада (Billboard Country)               | 1              |
| South Korea International Singles (Gaon) | 104            |
| США (Billboard Hot 100)                  | 16             |
| США (Billboard Hot Country Songs)        | 1              |
| США (Billboard Mainstream Top 40)        | 18             |

| Чарт (2008)             | Позиция |
| ----------------------- | ------- |
| США (Billboard Hot 100) | 41      |
| США (Hot Country Songs) | 39      |

| Чарт (1958—2016)                   | Позиция |
| ---------------------------------- | ------- |
| США (Hot Country Songs, Billboard) | 88      |

## Сертификации
| Регион | Сертификация  | Продажи   |
| --- | ------------- | --------- |
| Канада (Music Canada) | Платиновый    | 80 000*   |
| Великобритания (BPI) | Серебряный    | 200 000   |
| США (RIAA) · | 4× Платиновый | 4 000 000 |
| * Данные о продажах приведены только на основе сертификации. · Данные о продажах + прослушиваниях приведены только на основе сертификации. |               |           |

 С мая 2013 года RIAA сертифицирует цифровые синглы вместе с прослушиваемыми on-demand audio и/или стримами видеоклипов песен в дополнение к загрузкам